# Obléhání Maastrichtu (1673)
Obléhání Maastrichtu bylo jedním z klíčových prvků v plánech francouzského krále Ludvíka XIV. na dobytí celého Nizozemí, čímž by se pomstil za ponižující podmínky, které mu vnutila trojitá aliance, když se snažil plně si podmanit Španělské Nizozemí během devoluční války. 

## Pozadí
Po klamném výpadu na Gent a Brusel nechal v květnu 1672 Ludvík pochodovat svou armádu kolem Maastrichtu, kondominia Spojených provincií a Lutyšského biskupství, dále do Nizozemska, nestaraje se o dobývání pevnosti. V roce 1673, když začaly být jeho zásobovací linie ohroženy, rozhodl se město obsadit; obléhání začalo 11. června.

## Obléhání

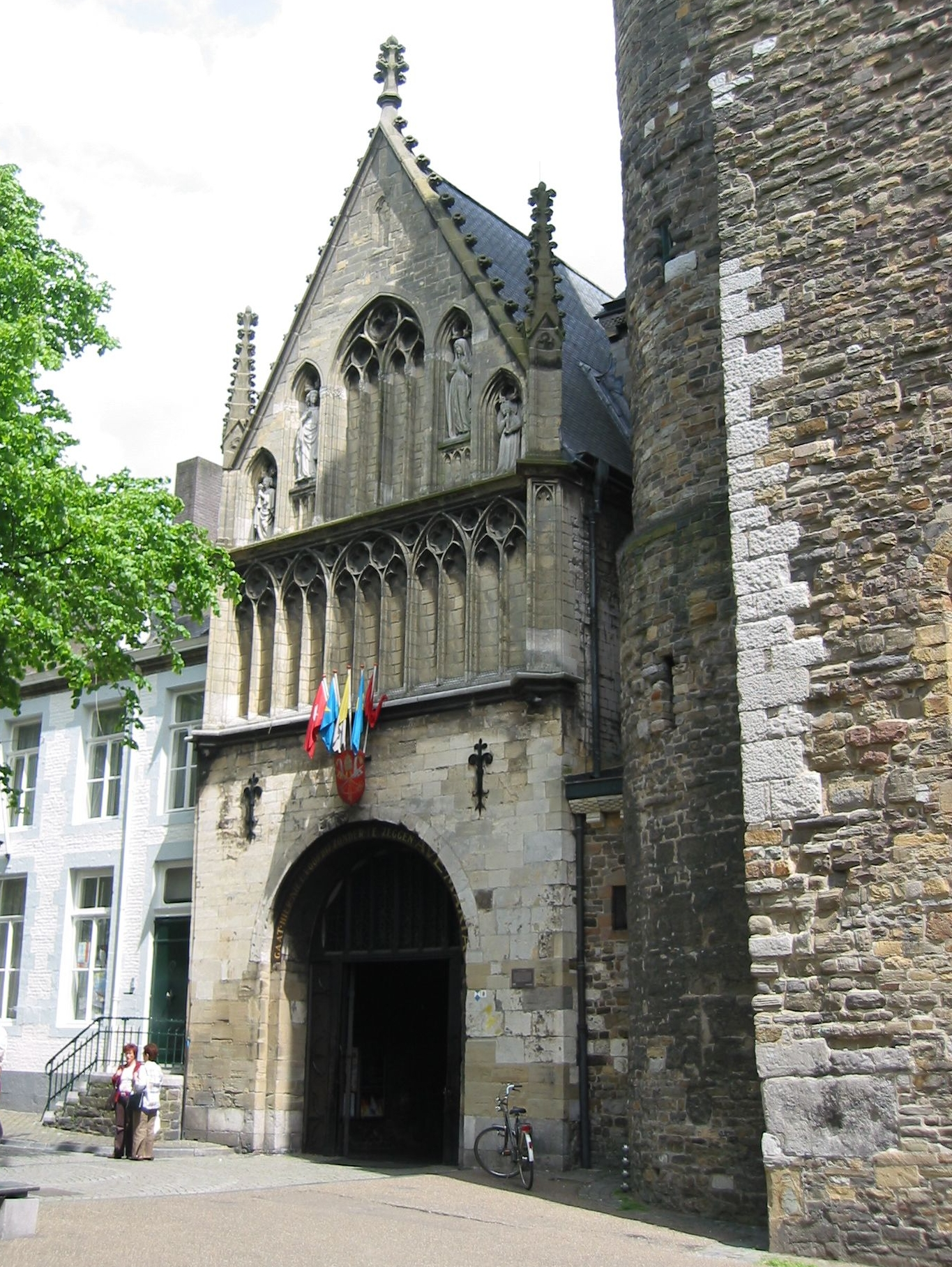
Bazilika Onze Lieve Vrouw ten Hemelopneming v Maastrichtu (raně románská stavba, později přebudována na gotickou)

Maastricht bylo jedním z prvních měst dobývaných Sébastienem Vaubanem, mistrem obléhacích prací své doby. K ostřelování pevnostních hradeb navíc Vauban nařídil budovat zákopy „v cikcak vzorci“, paralelně k hradbám. Tyto výkopy podstatně ztěžovaly obráncům přímou střelbu na útočníky a ještě k tomu dovolovaly minérům pod ochranou dosáhnout základů opevnění a usadit zde miny k tvorbě průlomu.
Čtyřiadvacátého června byla slavnost sv. Jana Křtitele, a tak se Ludvík pokusil ukončit dobývání města tak, aby mohl slavit mši svatou v maastrichtské katedrále. Zákopy byly kompletně hotové, a tak Králův pluk se Společností Šedých mušketýrů vedli pochod na město pod velením kapitán-poručíka Charlese de Batz de Castelmore, známého jako hrabě d'Artagnan. Francouzi, po nějaké době obtížných bojů, překročili příkop a zmocnili se půlměsícovitého opevnění, které se mělo stát místem nejtužších bojů celého obléhání.
Většina Francouzů byla brzy na to vytlačena španělskými pomocnými jednotkami, ale asi třicet mužů se udrželo celou noc. James Scott, vévoda z Monmouthu, se pokusil obsadit krytou cestu chránící příkop a ustoupil až poté, co utrpěl ztrátu tří set mužů. Holanďané brzy po tom dobyli zpět půlměsícovité opevnění, a když vévoda z Monmouthu shromáždil své muže k další zteči, byli opět zatlačeni zpět a hrabě d'Artagnan byl zabit.
Nakonec nařídil Ludvík dělostřelectvu, aby opět spustilo palbu. Během týdne pak dosáhl nizozemské kapitulace.
Když byla nijmegenským mírem ukončena válka mezi Francií a Nizozemskem, byl Maastricht navrácen Nizozemcům. Přesto si Ludvík podržel značný počet habsburských měst. Nejpříznačnější pro tento střet bylo použití revolučních technik v obléhacích pracích, které řídil Vauban.